# Schielach
Schielach ist ein Gemeindeteil des Marktes Altomünster im oberbayerischen Landkreis Dachau. Am 1. Mai 1978 kam die Einöde Schielach als Ortsteil von Thalhausen zu Altomünster.

## Geschichte
Der Ort taucht erstmals 1391 als „Schuelach“ in einem Gültbuch des Augsburger Benediktinerklosters St. Ulrich und Afra auf. 1393 wird der Ort als „Schuochlach“, 1554 als „Schuchenlach“ und 1641 als „Schüelach“ überliefert.

## Baudenkmäler
- Wegkreuz, bezeichnet mit „1878“